# اون لوری
اِوِن لوری (انگلیسی: Evan Lurie؛ زادهٔ ۲۸ سپتامبر ۱۹۵۴) آهنگساز، نوازنده پیانو و موسیقی‌دان اهل ایالات متحده آمریکا است.
از فیلم‌ها یا برنامه‌های تلویزیونی که وی در آن نقش داشته است می‌توان به دوزخ، دفترچه امیدبخش، مصاحبه، از سیر تا پیاز و هیولا اشاره کرد.